# Тіт Ларцій Флав
Тіт Ла́рцій Флав або Тіт Ларцій Руф (лат. Titus Lartius Flavus, Titus Lartius Rufus; ? — після 493 року до н. е.) — політичний, державний та військовий діяч Римської республіки, консул, перший диктатор.

## Життєпис
Походив з патриціанського роду Ларціїв,що мали етруське походження    Разом із своїм братом Спурієм перебрався до Риму у 510 або 509 році до н. е. в час вигнання царя Тарквінія Гордого.
У 501 році до н. е. був обрано консулом разом з Постумом Комінієм Аврунком. Тіт Ларцій займався відновленням порядку, який був порушений діями молодих сабінян у Римі. Того року колишній римський цар Тарквіній створив коаліцію з декількох міст Лаціума, метою якої було відновлення його на троні. У цих умовах сенат ухвалив рішення створити екстраординарну магістратуру під назвою «великий претор», або «очільник народу» (інша назва «голова піхоти»), надалі, він називався диктатор. Сенат доручив консулам обрати диктатора. Першим диктатором Риму було призначено Тіта Ларція Флава. Своєю чергою своїм заступником, начальником кінноти, Флав призначив Спурія Кассія Вісцеліна. На своїй посаді Ларцій вів перемови з іншими містами Лація, аби протидіяти Тарквінію, також провів перепис громадян та нові консульські вибори. Зрештою, склав свої повноваження раніше необхідного терміну.
У 498 році до н. е. був вдруге обраний консулом, цього разу спільно з Квінтом Клелієм Сікулом. Того року почалася  Перша Латинська війна, в якій відзначився Тіт Ларцій, захопивши м. Фідени.
У 494 році до н. е. Флав виступив із пропозицію щодо полегшення для плебеїв сплати боргів. А, згодом, під час сецесії плебеїв, коли останні пішли на Священну гору, вів перемовини з ними від імені сенату і досяг успіху, в результаті чого був прийнятий закон (Lex Sacrata), який запроваджував посади народних трибунів, що захищали права плебеїв, а потім і всіх пересічних римських громадян. 
У 493 році до н. е., як легат консула Постума Комінія Аврунка, Тіт Ларцій брав участь в облозі вольського міста Коріоли. Подальша його доля невідома.